# Elke Lehrenkrauss
Elke Margarete Lehrenkrauss (* 1979 in Gifhorn) ist eine deutsche Regisseurin, Filmschaffende und bildende Künstlerin. Sie lebt und arbeitet in Berlin.

## Leben
Lehrenkrauss wuchs im Süden der Lüneburger Heide auf und bestand 1998 am Otto-Hahn-Gymnasium Gifhorn das Abitur. Ihr Studium der Videokunst an der Kunsthochschule Luzern schloss sie 2003 mit einem Diplom ab, 2012 ihr Filmstudium an der Kunsthochschule für Medien Köln. Ihr Abschlussfilm Romanze o.T. hatte auf dem Festival DOK Leipzig 2013 Premiere. 2008 verbrachte sie ein Studienjahr an der Internationalen Hochschule für Film und Fernsehen in San Antonio de los Baños auf Kuba. In dieser Zeit recherchierte sie für ihren Dokumentarfilm La Sagrada de Cuba – The Untouchables.
2014 erhielt Lehrenkrauss das von der staatlichen Medienförderungsgesellschaft Nordmedia und der Stiftung Kulturregion Hannover gemeinsam vergebene und mit 5000 Euro dotierte „cast & cut“-Kurzfilmstipendium und lebte für die Dauer des Stipendiums von Januar bis Juni 2014 im Atelierhaus „Villa Minimo“ in Hannover. Damals begann sie die Recherchen für ihren Film Lovemobil.
2019 erschien ihr Film Lovemobil über den Alltag zweier Prostituierten, die ihre Dienste in einem Wohnmobil anbieten. Für Lovemobil gewann die Regisseurin den Deutschen Dokumentarfilmpreis 2020, zusammen mit einem zweiten Film. Bei Recherchen der NDR-Redaktion STRG_F, die im März 2021 veröffentlicht wurden, stellte sich heraus, dass der Film weitgehend aus nachgestellten Szenen mit Laien- oder Berufsschauspielern besteht. In zahlreichen Interviews hatte Lehrenkrauss immer wieder die Authentizität ihres Filmes betont, so führte die Aufdeckung zunächst zu einem Aufschrei in der Branche. Der NDR distanzierte sich und zog den Film aus der Mediathek ab. Auch das Grimme-Institut zog die Nominierung zurück. Am 24. März 2021 gab der SWR bekannt, dass Lehrenkrauss angesichts der Aufdeckung der Täuschung den Deutschen Dokumentarfilmpreis zurückgibt und „schwerwiegende Fehler“ bedaure. Dann äußerten sich führende Persönlichkeiten der Dokumentarfilmszene mit differenzierten Gegendarstellungen, Analysen und Grundsatzfragen.

## Filmografie
- 2012: Sachliche Romanze
- 2013: Romanze o.T.
- 2014: La Sagrada de Cuba[11]
- 2016: Moonlight Princess
- 2019: Lovemobil

## Ausstellung
- 2014: La Sagrada de Cuba – The Untouchables (Fotografien), Sprengel Museum Hannover